# Château d'Ōzu
Le château d'Ōzu (大洲城, Ōzu-jō), aussi connu sous le nom château de Jizōgatake (地蔵ヶ嶽城, Jizōgatake-jō), se trouve à Ōzu, préfecture d'Ehime, au Japon.

## Histoire
Le château d'Ōzu fut originellement construit par Utsunomiya Toyofusa vers la fin de l'époque de Kamakura. Mais les structures qui subsistent aujourd'hui furent mises en place à une époque ultérieur, comprise entre 1585 et 1617. Durant cette période, le château fut sous le contrôle d'un certain nombre de daimyos, y compris Wakisaka Yasuharu, Kobayakawa Takakage, Takatora Tōdō et Toda Katsutaka. En 1617, Katō Sadayasu le nouveau seigneur provénant de la région de Yonago, prit possession du château. Le domaine resta sous le contrôle du clan Kato jusqu'à l'arrivée de la restauration Meiji.
En 1888, la tour fut démantelée en raison de son état d'abandon, bien que les deux yagura (poivrières) (Kōran et Daidokoro) reliées par des couloirs furent épargnées. Elles (ainsi que l'Owata et la Minami Sumi yagura) furent inscrites dans le Patrimoine National du Japon en tant que bien culturel important en 1957.

En 2004, à la suite d'engagements politiques de la ville et des nombreuses donations des citoyens, le tenshu (donjon) reconstruit ouvrit ses portes aux premiers visiteurs. Documents historiques (des vieux plans, photographies et maquettes) permirent de reconstruire de manière fidèle la tour du château, avec des techniques et matériaux originaux. La tour, haute de ses 19,15m, fut le bâtiment en bois le plus haut construit sous le normes antisismiques et de sécurité de l'après-guerre. Elle peut être visitée et des séjours sont aussi possibles.
En 2020, le château d'Ōzu devient le second château japonais a proposé un hébergement aux touristes, après le château de Hirado en 2017.

## Galerie

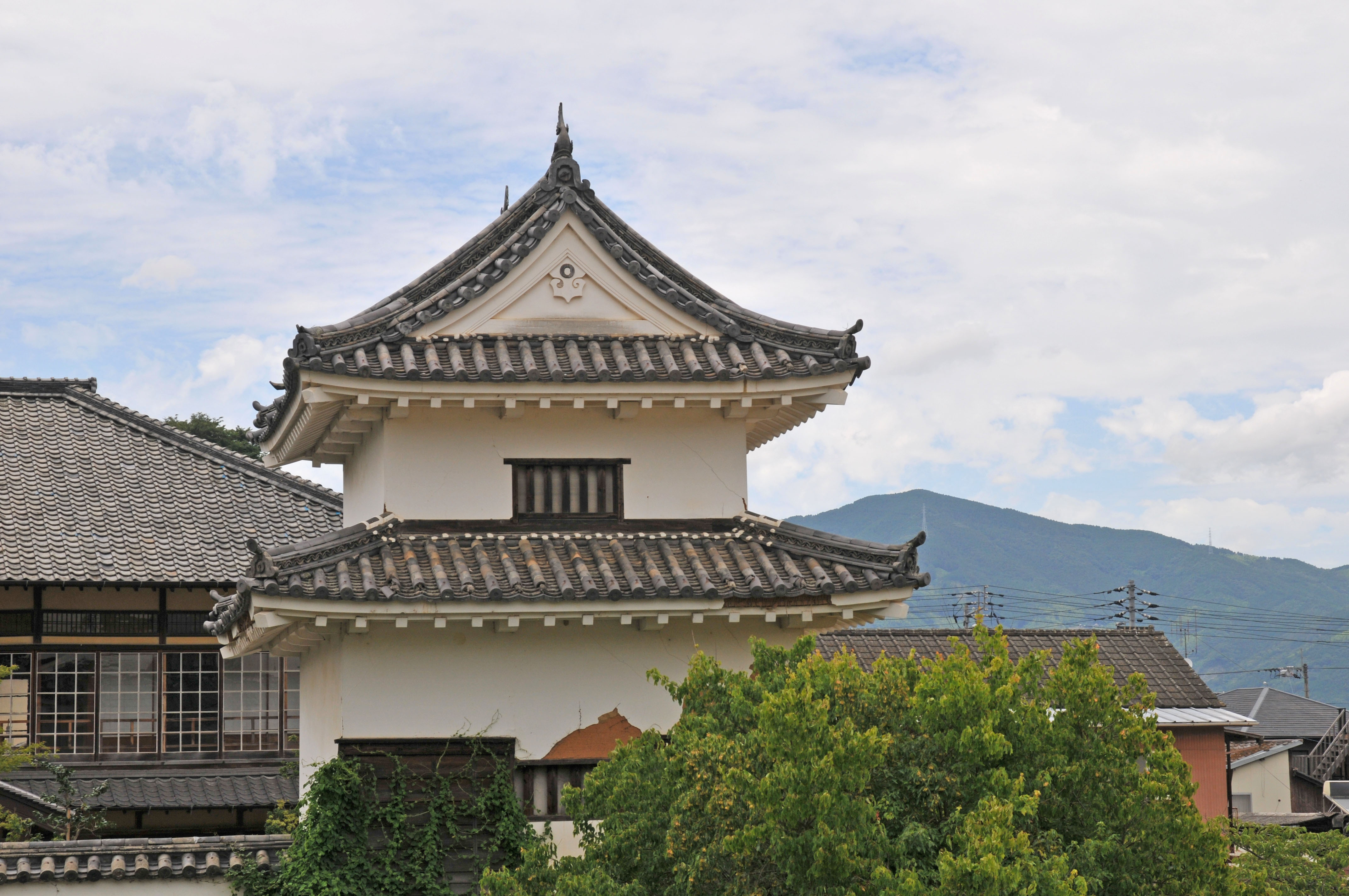
La yagura (tour) Minami Sumi.
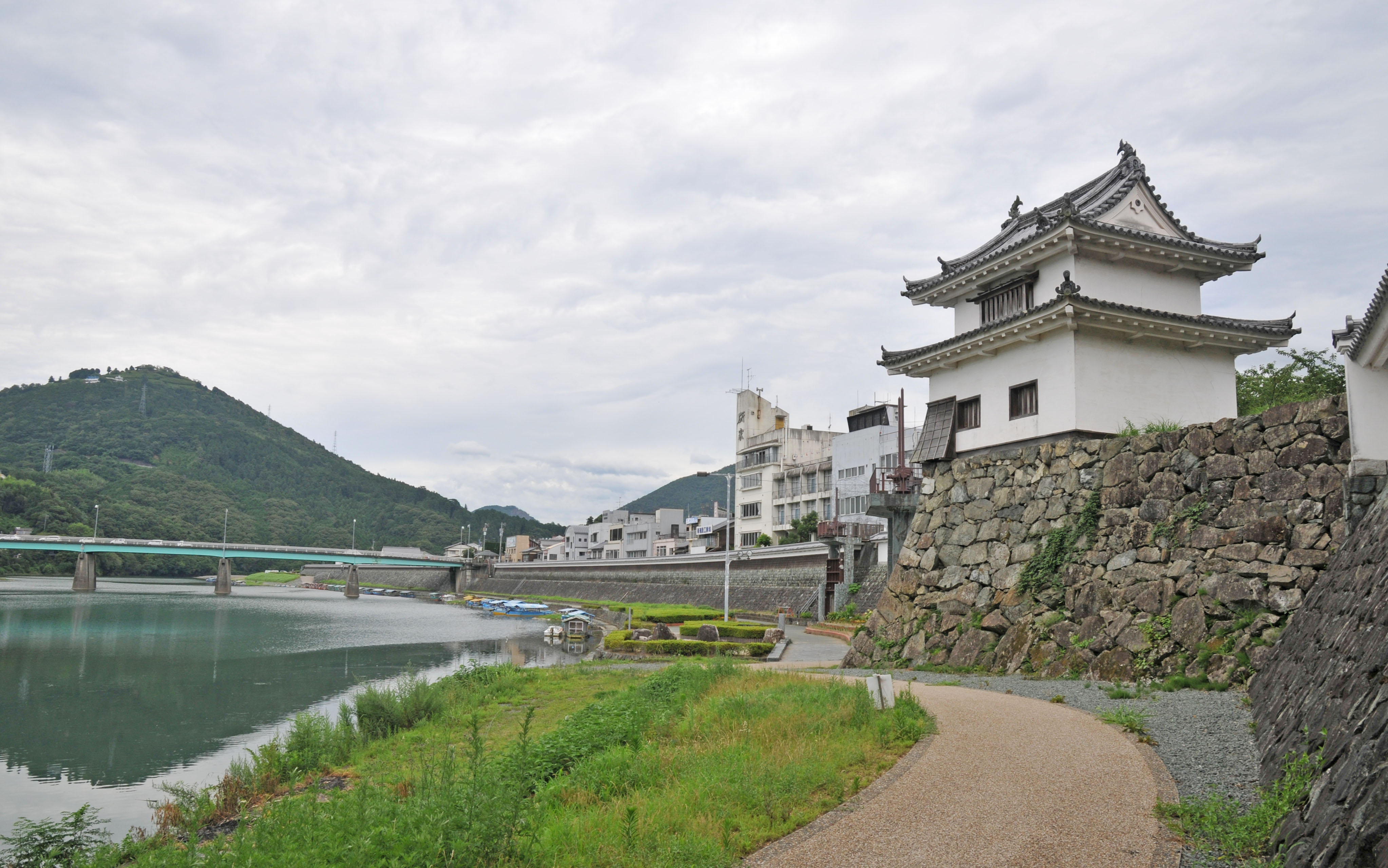
La yagura (tour) Owata .